# Punam Raut
Punam Raut (* 14. Oktober 1989 in Bombay, Indien) ist eine indische Cricketspielerin die zwischen 2009 und 2021 für die indische Nationalmannschaft spielte.

## Kindheit und Ausbildung
Raut kommt aus kleinen Verhältnissen. Als sie zehn Jahre alt war, bekam ihr Vater Geld von seinem amerikanischen Arbeitgeber, das es ihm ermöglichte, sie mit neuer Ausrüstung auszustatten und in eine Cricket-Akademie, den Shivseva Sports Club, zu schicken. Im Jahr 2004 wurde sie in die U14- und U19-Mannschaften von Mumbai aufgenommen.

## Aktive Karriere

### Debüt in der nationalmannschaft
Ihr Debüt in der Nationalmannschaft absolvierte sie beim Women’s Cricket World Cup 2009, bei dem sie mit einem „Duck“ ausschied (0 Runs). Gleiches geschah bei ihren WTwenty20-Debüt beim ICC Women’s World Twenty20 2009. Daraufhin wurde sie ins Railways aufgenommen. Ihre ersten wichtigen Beiträge im Nationalteam konnte sie auf der Tour gegen England im Frühjahr 2010 leisten. Im ersten WODI erzielte sie 44 Runs und 3 Wickets für 12 Runs im zweiten WTwenty20. Ihr erstes Half-Century erzielte sie beim ICC Women’s World Twenty20 2010, als sie 54* Runs gegen Pakistan erreichte.
Von da an konnte sie regelmäßig größere Beiträge als Batterin leisten. Auf der Tour gegen die West indies erzielte sie im vierten WODI ein Half-Century über 64 Runs. Im Sommer 2011 reiste sie mit dem Nationalteam nach England. Dabei konnte sie in einem Vier-Nationen-Turnier zwei Fifties gegen England (52 Runs) und Australien (60 Runs) erzielen. Ein Jahr später reiste sie erneut nach Europa und konnte dort ein Half-Century gegen Irland (51* Runs) und England (60 Runs) erzielen. Bei dem daran anschließenden ICC Women’s World Twenty20 2012 in Sri Lanka konnte sie ein Half-Century gegen England über 51 Runs und 45* Runs gegen den Gastgeber erzielen. Zu Beginn des Jahres 2013 spielte sie beim Women’s Cricket World Cup 2013 und eröffnete diesen mit einem Half-Century über 72 Runs gegen die West Indies. Allerdings konnte sie bei den anderen Spielen nicht an diese Leistung anknüpfen. Nach der Weltmeisterschaft folgte bei der Tour gegen Bangladesch 75 Runs im ersten WTwenty20 und 80 Runs im zweiten WODI.

### Konzentration auf längere Spielformen
Ein Jahr darauf spielte sie beim ICC Women’s World Twenty20 2014. Dort hatte sie ihre beste Leistung mit einem Half-Century über 56 Runs gegen die West Indies, für das sie als Spielerin des Spiels ausgezeichnet wurde. Das Turnier waren die letzten internationalen WTwenty20-Spiele, die sie spielte, unter anderem weil sie dafür bekannt war, eine zu geringe Strike Rate zu haben, die im kürzeren Format eine wichtige Rolle spielt. Dafür kam es zum WTest-Debüt auf der Tour in England. In ihrem zweiten Test im November 2014 auf der Tour gegen Südafrika konnte sie das erste Century ihrer Karriere erzielen, als sie 130 Runs aus 255 Bällen erzielte. Dabei hatte sie eine Partnerschaft zusammen mit Thirush Kamini über 275 Runs, was einem Weltrekord für das zweite Wicket entspricht.
Im Jahr 2015 und 2016 spielte sie nur wenige internationale Spiele. Das Jahr 2017 begann für sie bei Vier-Nationen-Turnier in Südafrika. Bei diesem erzielte sie gegen Irland ein Century über 109 Runs aus 116 Bällen und im Finale gegen Südafrika ein Fifty über 70* Runs für das sie als Spielerin des Spiels ausgezeichnet wurde. Es folgte der Women’s Cricket World Cup 2017 in England. Im Eröffnungsspiel gegen den Gastgeber konnte sie ein half-Century über 86 Runs erzielen und hatte damit einen wichtigen Anteil am Sieg. Gegen Australien gelang ihr ein Century über 106 Runs aus 136 Bällen, was jedoch nicht zum Sieg reichte. Im Finale konnte sie abermals gegen England ein Half-Century über 86 Runs erzielen, aber auch dies reichte nicht zum Gewinn.

### Höhen und Tiefen
Im Folgejahr hatte sie zunächst nur mäßige Leistungen gezeigt und wurde danach für die Tour gegen England aus dem Team gestrichen. Im September des Jahres war sie dann bei der Tour in Sri Lanka wieder im Team. Im Februar 2019 konnte sie gegen England ein Fifty über 56 Runs erzielen, ebenso wie auf der Tour gegen Südafrika im Oktober des Jahres mit 65 Runs. Im Monat drauf folgte in den West Indies ein Fifty über 77 Runs.
Nach der Unterbrechung auf Grund der COVID-19-Pandemie konnte sie im März 2021 auf der Tour gegen Südafrika zunächst zwei Half-Centuries über 62* und 77 Runs und danach ein ungeschlagenes Century über 104* Runs aus 123 Bällen erzielen. In der Folge wurde sie nicht für den Women’s Cricket World Cup 2022 nominiert und fand auch später keinen Weg mehr zurück ins Nationalteam.